# International Player Pathway Program
| Saison | Division  |
| ------ | --------- |
| 2017   | NFC South |
| 2018   | AFC North |
| 2019   | AFC East  |
| 2020   | NFC East  |
| 2021   | NFC West  |
| 2022   | AFC South |
| 2023   | AFC West  |
| 2023   | NFC North |

Das International Player Pathway Program (IPPP) ist ein Programm der National Football League (NFL), um die Anzahl der nicht-nordamerikanischen American-Football-Spieler in der NFL zu erhöhen. Das Programm wurde 2017 als Teil der Strategie der NFL gegründet, weltweit zu wachsen.
Zuvor gab es ähnliche Regelungen bereits von 2004 bis 2013.
Beginnend mit der NFC South erhielten die vier Mannschaften jeweils einer der acht Divisionen für ein Jahr einen zusätzlichen Platz im Practice Quad für einen Spieler des NFL-IPP-Programms. Für die Saison 2023 erhielten die beiden verbliebenen Divisionen diesen zusätzlichen Platz. Ab 2024 hat jedes der 32 NFL-Teams einen reservierten Platz für einen internationalen Spieler.

## Vorläuferprogramme

### NFL Undiscovered (2016)
Die britische ehemalige NFL-Spieler Aden Durde – damals für die Entwicklung der Liga im Vereinigten Königreich zuständig – und der zweimalige Super-Bowl-Gewinner Osi Umenyiora organisierten Anfang 2016 Trainingsprogramme und Try-Outs für europäische Spieler, die im nationalen Amateur-Football spielten. Die Aktion war nicht von der NFL organisiert, diese unterstützte sie dann jedoch. So entstand eine Dokumentarserie namens NFL Undiscovered.
Zwei Spieler wurden in der Folge von NFL-Teams verpflichtet. Der Deutsche Moritz Böhringer von den Schwäbisch Hall Unicorns wurde im NFL Draft 2016 an 180. Stelle von den Minnesota Vikings ausgewählt. Damit war er der erste Europäer, der, ohne College Football gespielt zu haben, in die NFL gedraftet wurde. Nach den Vorbereitungsspielen schaffte er es jedoch nicht in den endgültigen Kader, wurde jedoch in den Practice Squad aufgenommen. Böhringer wurde 2018 ins offizielle IPPP aufgenommen und von den Cincinnati Bengals verpflichtet. Der Franzose Anthony Dablé, Spieler der New Yorker Lions Braunschweig, wurde von den New York Giants verpflichtet. Er schaffte es nicht in den endgültigen Kader.

## Übersicht der Spieler
|  | Aktiv |

| Saison | Spieler                       | Nationalität           | Vorherige Sportart  | Position         | Erstes Team              | NFL-Spiele (reguläre Saison und Playoffs, Stand 2022)                                      |
| ------ | ----------------------------- | ---------------------- | ------------------- | ---------------- | ------------------------ | ------------------------------------------------------------------------------------------ |
| 2017   | Alex Gray                     | Vereinigtes Königreich | Rugby Union         | Tight End        | Atlanta Falcons          | –                                                                                          |
| 2017   | Alex Jenkins                  | Vereinigtes Königreich | American Football   | Defensive End    | New Orleans Saints       | –                                                                                          |
| 2017   | Eric Nzeocha                  | Deutschland            | American Football   | Linebacker       | Tampa Bay Buccaneers     | –                                                                                          |
| 2017   | Efe Obada                     | Vereinigtes Königreich | American Football   | Defensive End    | Carolina Panthers        | 69 Spiele (Carolina Panthers 2017–20, Buffalo Bills 2021, Washington Commanders seit 2022) |
| 2018   | Moritz Böhringer              | Deutschland            | American Football   | Tight End        | Cincinnati Bengals       | –                                                                                          |
| 2018   | Christopher Ezeala            | Deutschland            | American Football   | Runningback      | Baltimore Ravens         | –                                                                                          |
| 2018   | Jordan Mailata                | Australien             | Rugby League        | Offensive Tackle | Philadelphia Eagles      | 45 Spiele (Philadelphia Eagles)                                                            |
| 2018   | Tigie Sankoh                  | Vereinigtes Königreich | American Football   | Defensive Back   | Cleveland Browns         | –                                                                                          |
| 2018   | Christian Scotland-Williamson | Vereinigtes Königreich | Rugby Union         | Tight End        | Pittsburgh Steelers      | –                                                                                          |
| 2019   | Valentine Holmes              | Australien             | Rugby League        | Runningback      | New York Jets            | –                                                                                          |
| 2019   | Jakob Johnson                 | Deutschland            | American Football   | Fullback         | New England Patriots     | 54 Spiele (New England Patriots 2019–21, Las Vegas Raiders seit 2022)                      |
| 2019   | Durval Queiroz Neto           | Brasilien              | American Football   | Defensive Tackle | Miami Dolphins           | –                                                                                          |
| 2019   | Christian Wade                | Vereinigtes Königreich | Rugby Union         | Runningback      | Buffalo Bills            | –                                                                                          |
| 2020   | Isaac Alarcón                 | Mexiko                 | American Football   | Offensive Tackle | Dallas Cowboys           | –                                                                                          |
| 2020   | David Bada                    | Deutschland            | American Football   | Defensive Tackle | Washington Football Team | 2 Spiele (Washington Commanders seit 2022)                                                 |
| 2020   | Matt Leo                      | Australien             | Australian Football | Defensive End    | Philadelphia Eagles      | –                                                                                          |
| 2020   | Sandro Platzgummer            | Österreich             | American Football   | Runningback      | New York Giants          | –                                                                                          |
| 2021   | Aaron Donkor                  | Deutschland            | American Football   | Defensive End    | Seattle Seahawks         | –                                                                                          |
| 2021   | Alfredo Gutiérrez             | Mexiko                 | American Football   | Offensive Tackle | San Francisco 49ers      | –                                                                                          |
| 2021   | Max Pircher                   | Italien                | Handball            | Offensive Tackle | Los Angeles Rams         | –                                                                                          |
| 2021   | Sammis Reyes                  | Chile                  | Basketball          | Tight End        | Washington Football Team | 11 Spiele (Washington Football Team 2021)                                                  |
| 2021   | Bernhard Seikovits            | Österreich             | American Football   | Tight End        | Arizona Cardinals        | –                                                                                          |
| 2022   | Marcel Dabo                   | Deutschland            | American Football   | Cornerback       | Indianapolis Colts       | –                                                                                          |
| 2022   | Roy Mbaeteka                  | Nigeria                | American Football   | Offensive Tackle | New York Giants          | –                                                                                          |
| 2022   | Haggai Chisom Ndubuisi        | Nigeria                | American Football   | Offensive Tackle | Arizona Cardinals        | –                                                                                          |
| 2022   | Adedayo Odeleye               | Vereinigtes Königreich | American Football   | Defensive End    | Houston Texans           | –                                                                                          |
| 2022   | Thomas Odukoya                | Niederlande            | American Football   | Tight End        | Tennessee Titans         | –                                                                                          |
| 2022   | Kehinde Oginni Hassan         | Nigeria                | Basketball          | Defensive End    | Kansas City Chiefs       | –                                                                                          |
| 2022   | Ayo Oyelola                   | Vereinigtes Königreich | American Football   | Strong Safety    | Jacksonville Jaguars     | –                                                                                          |
| 2023   | Junior Aho                    | Frankreich             | American Football   | Defensive Line   | Minnesota Vikings        | –                                                                                          |
| 2023   | C. J. Okoye                   | Nigeria                | American Football   | Defensive Line   | Los Angeles Chargers     | –                                                                                          |
| 2023   | Haggai Chisom Ndubuisi        | Nigeria                | American Football   | Offensive Tackle | Denver Broncos           | –                                                                                          |
| 2023   | David Ebuka Agoha             | Nigeria                | American Football   | Defensive Line   | Las Vegas Raiders        | –                                                                                          |
| 2023   | Chukwuebuka Godrick           | Nigeria                | American Football   | Offensive Tackle | Kansas City Chiefs       | –                                                                                          |
| 2023   | Roy Mbaeteka                  | Nigeria                | American Football   | Offensive Tackle | Chicago Bears            | –                                                                                          |
| 2023   | Kenneth Odumegwu              | Nigeria                | American Football   | Defensive Line   | Green Bay Packers        | –                                                                                          |
| 2023   | Max Pircher                   | Italien                | Handball            | Offensive Tackle | Detroit Lions            | –                                                                                          |

## Geschichte

### 2017
2017 konnten die vier Mannschaften der NFC South jeweils einen zusätzlichen ausländischen Spieler in den Practice Squad auf. Dieser durfte jedoch für diese Saison nicht in die aktive Mannschaft aufgenommen werden. Auf Grund dieser Regelung wurden drei Briten und ein Deutscher in den Practice Squad aufgenommen.
Die New Orleans Saints verpflichteten für das Jahr 2017 den 24-jährigen Defensive End Alex Jenkins, der aus Bath in Großbritannien stammt. Die Carolina Panthers verpflichteten für das Jahr 2017 den 24-jährigen Defensive End Efe Obada (geb. 23. April 1992 in Nigeria), der in Großbritannien aufwuchs. Die Atlanta Falcons verpflichteten für das Jahr 2017 den 26-jährigen Tight End Alex Gray, der aus Bishop Auckland in Großbritannien stammt. Die Tampa Bay Buccaneers verpflichteten für das Jahr 2017 den Linebacker Eric Nzeocha aus Ansbach.